# Osnabrock
Osnabrock és una població dels Estats Units a l'estat de Dakota del Nord. Segons el cens del 2000 tenia 174 habitants.

## Demografia
Segons el cens del 2000, Osnabrock tenia 174 habitants, 64 habitatges, i 40 famílies. La densitat de població era de 231,7 hab./km².
Dels 64 habitatges en un 28,1% hi vivien nens de menys de 18 anys, en un 53,1% hi vivien parelles casades, en un 3,1% dones solteres, i en un 37,5% no eren unitats familiars. En el 35,9% dels habitatges hi vivien persones soles el 20,3% de les quals corresponia a persones de 65 anys o més que vivien soles. El nombre mitjà de persones vivint en cada habitatge era de 2,23 i el nombre mitjà de persones que vivien en cada família era de 2,95.
Per edats la població es repartia de la següent manera: un 21,3% tenia menys de 18 anys, un 8% entre 18 i 24, un 14,9% entre 25 i 44, un 21,3% de 45 a 60 i un 34,5% 65 anys o més.
L'edat mediana era de 50 anys. Per cada 100 dones de 18 o més anys hi havia 98,6 homes.
La renda mediana per habitatge era de 43.438 $ i la renda mediana per família de 50.938 $. Els homes tenien una renda mediana de 28.750 $ mentre que les dones 20.000 $. La renda per capita de la població era de 14.254 $. Entorn del 2,7% de les famílies i el 6,8% de la població estaven per davall del llindar de pobresa.

## Poblacions més properes
El següent diagrama mostra les poblacions més properes.